# وزارة الرايخ للأراضي الشرقية المحتلة
وزارة الرايخ للأراضي الشرقية المحتلة ((بالألمانية: Reichsministerium für die besetzten Ostgebiete)‏ أو RMfdbO) تم إنشاؤها من قبل أدولف هتلر في يوليو 1941 برئاسة الخبير الألماني النازي ألفريد روزنبرغ. عمل الفريد ماير كنائب لروزنبرغ. تم إنشاء هذه الوزارة للسيطرة على المناطق الشاسعة التي استولى عليها الألمان في أوروبا الشرقية وروسيا. كما لعبت دوراً في دعم الجماعات المعادية للسوفييت في آسيا الوسطى.
في فبراير 1942، حاول الوزارة تحت خطط روزنبرغ لإصدار برنامج الإصلاح الزراعي في الأراضي المحتلة في اتحاد الجمهوريات الاشتراكية السوفياتية التي تضمنت وعود إلغاء نظام المزارع الجماعية من خلال إلغاء كولخوز وإعادة توزيع الأراضي على الفلاحين.
أنشأت ألمانيا اثنين من رايخسوميسار، لأوستلاند وأوكرانيا، وخططت لاثنين آخرين، لموسكو والقوقاز. لم يثبت الفيرماخت أبدًا امتلاكه الثابت للمناطق المخصصة لآخر رايخسوميسار، لذلك لم تتطور السيطرة المدنية الألمانية هناك.
في الممارسة العملية، قوض تعيين إريك كوخ لإدارة رايخسوميسار في أوكرانيا سلطة روزنبرغ إلى حد كبير. أمر هتلر كوخ باتباع نهج صارم ووحشي. رغب روزنبرغ في تصوير الألمان كمحررين لأوكرانيا من الهيمنة السوفيتية، لكن وحشية كوخ ساعدت في دفع الحلفاء الأوكرانيين المحتملين إلى المعسكر السوفيتي. علاوة على ذلك، تم حرمان وزارة روزنبرغ من السلطة على الجيش وغيرها من التشكيلات الأمنية داخل الأراضي المحتلة. أما الرايخ كوميسار الآخر، هنريك لوهسي (أوستلاند) فقد تم تجاهله على نطاق واسع. ملأ شوتزشتافل الفراغ في السلطة.

## شارات الرتب
| شارة طوق | تصنيف الرنمينبى                                                  | ترجمة                                                  |
| -------- | ---------------------------------------------------------------- | ------------------------------------------------------ |
|          | Reichsminister                                                   | وزير الرايخ                                            |
|          | Vertreter des Reichsministers                                    | نائب وزير الرايخ                                       |
|          | Reichskommissar                                                  | الرايخ المفوض                                          |
|          | Hauptabteilungsleiter im Ministerium                             | رئيس القسم بالوزارة                                    |
|          | Generalkommissar، Landesverwaltung Präsident                     | المفوض العام، رئيس الإدارة الإقليمية                   |
|          | Ministerialdirigent                                              | مدير وزاري                                             |
|          | Vertreter des Generalkommissars                                  | ممثل المفوض العام                                      |
|          | الوزيرة، لاندزديركتور، بيزيركسديكتور، جيبيتشوبت كوميسار          | مستشار، المدير القطري، مدير المنطقة، رئيس مفوض المنطقة |
|          | Dirigent ، Landesdirigent ، Bezirksdirigent ، Gebietskommissar   | موصل، موصل الدولة، قائد المنطقة، مفوض المنطقة          |
|          | Oberregierungsrat، Landesoberrat، Bezirksoberrat، Gebietsoberrat |                                                        |
|          | Regierungsrat ، Landesrat ، Bezirksrat ، Gebietsrat              |                                                        |
|          | Regierungsassessor ، Landesassessor ، Bezirksassessor            |                                                        |
|          | Inspektorenanwärter und ap Inspektor                             |                                                        |

| شارة طوق | تصنيف الرنمينبى                                                                                | ترجمة                     |
| -------- | ---------------------------------------------------------------------------------------------- | ------------------------- |
|          | Regierungsobersekretar ، Landesobersekretar ، Bezirksobersekretar ، Gebietsobersekretar        |                           |
|          | Regierungssekretar ، Landessekretar ، Bezirkssekretar ، Gebietssekretar                        |                           |
|          | Verwaltungassisstent ، Landesassistent ، Bezirksassistent ، Gebietsassistent                   |                           |
|          | Assistentenanwärter                                                                            | مرشح مساعد                |
|          | Betriebsassistent، Landesbetriebsassistent، Bezirksbetriebsassistent، Gebietsbetriebsassistent |                           |
|          | Betriebsassistent العلاقات العامة.                                                             | مساعد عمليات تحت الاختبار |